# Banda espectral
En astronomia, una banda espectral designa una part de l'espectre electromagnètic que deixa passar un filtre estàndard. Una banda espectral està determinada pel seu perfil de transmissió, és a dir, la fracció d'intensitat lluminosa transmesa per una longitud d'ona donada. Un conjunt de filtres de bandes espectrals diferents, i que generalment cobreixen la part visible de l'espectre electromagnètic, s'anomena sistema fotomètric.
El satèl·lit Landsat, posseeix un sensor TM que pot captar les dades de set bandes espectrals diferents, és a dir, capta l'energia que es reflecteix en un rang diferent de l'espectre electromagnètic. Les dades són del part del sòl vist per una petita finestra que no permet veure els rajos solars que corresponen a aquesta part de l'espectre estudiat. Així, cada banda espectral captada veu la terra d'una manera diferent i dona una imatge diferent.